# 서정원
서정원(徐正源, 1969년 12월 17일 ~ )은 대한민국의 축구 지도자로 현재 중국 슈퍼리그의 청두 룽청의 감독직을 맡고 있으며 현역 시절 FC 서울, RC 스트라스부르, 수원 삼성 블루윙즈, 레드불 잘츠부르크, SV 리트에서 공격수로 활약했다.

## 개요
그는 경기도 광주시 남한산성면 출생으로 남한산초등학교, 연초중학교, 거제고등학교, 고려대학교를 졸업하였다. 프랑스 르샹피오나에서 활약할 당시, 프랑스 사람들이 서정원의 성을 프랑스식으로 읽어 '세오(Seo)'라는 애칭으로 불렀다. 100m를 11초대에 뛰는 빠른 스피드 때문에 '날쌘돌이'라는 별명이 붙기도 하였다. 양발에 모두 능했으며 젊은 시절에는 골을 쉽게 넣었고 나이가 들면서 스피드는 약간 줄었지만 창의성 있는 득점으로 멋진 골들을 뽑아내며 팬들에게 사랑을 받았다.

## 클럽 경력
1992년 LG 치타스 (현 FC 서울)에 입단하며 K리그에 데뷔했다. 1992년 9월 2일에 열린 포항제철 아톰즈와의 리그컵 경기에서 프로 데뷔골을 기록했으며 1992년 10월 3일 현대 호랑이와의 경기에서 K리그 데뷔골을 기록했다. 1997년 리그컵 득점왕에 올랐다. 군복무는 1994년 4월 11일 방위병로 입대하였으며 처음부터 상무에 입단한 다른 선수들과 달리 상무에 파견근무 형식으로 배속되어 미국 월드컵에 출전해서 스페인전에서 득점을 기록하였다. 또한 당시 규정에 방위는 원소속팀의 홈주말 경기에 출전을 할 수 있었기 때문에 LG 치타스 1994년 4경기와 1995년 4경기의 서울 동대문운동장홈경기에 출전하였다. 당시 서정원의 월급은 8000원이라고 한다.
1998년 1월 7일, 이적료 110만불에 프랑스 르샹피오나의 RC 스트라스부르로 이적하여 활약하였다. 데뷔전이었던 올림피크 리옹전에서 득점을 기록하는등 그의 활약으로 스트라스부르는 강등권에서 벗어나는 데 일조했다.
하지만 다음 시즌에 르 로이 감독이 부임하게 되고 동양인인 서정원은 이유없이 벤치에 머물렀다. 그는 외국인 선수로는 아프리카 선수들만 중용했다. 결국 구단 측은 서정원에게 스위스 슈퍼리그로의 임대를 제한했지만 당시 젊었던 서정원은 젊은 혈기에 자존심의 상처를 입었다는 생각으로 무단으로 가족여행을 떠나게 된다. 이 사건이 불화가 되자 결국 인종차별의 감독 불화로 프랑스를 떠나게 된다. 실제로 서정원의 팀 동료였던 AS 로마에서 활약했던 올리비에 다쿠르, 바이에른 뮌헨에서 활약했던 발레리앙 이스마엘 등의 유능한 인재들도 이 당시 스트라스부르를 떠났다.
이후 1999년 2월 K리그 수원 삼성 블루윙즈로 복귀하였다. 1999년 4월 10일 열린 부산 대우 로얄즈와의 경기에서 수원 입단 이후 첫 골을 넣었으며 이 경기에서 2골 1도움을 올리는 활약을 펼쳤다. 이후, 서정원은 맹활약을 거듭하며 팀의 K-리그 2회 우승 (1999년, 2004년)과 2001년과 2002년 아시안 클럽 챔피언십 2연패, 2002년 FA컵 우승에 일조하였다. 특히, 2002년 FA컵 당시 대회 MVP를 받았으며, 2003년 10월 26일 전북 현대 모터스와의 경기에서 K리그 통산 42번째로 20-20클럽에 가입하였고, 2002년에는 팀의 주장을 맡기도 했다. 2005년, 오스트리아 분데스리가의 SV 잘츠부르크 (현 FC 레드 불 잘츠부르크)에 입단하면서 다시 한 번 유럽의 문을 두드렸다. 그 해 플레잉코치 계약을 맺고 SV 리트로 다시 이적하였고, 팀에서 뛰어난 활약을 펼쳐 2005년 말에는 오스트리아의 한 유력 일간지에서 '올해의 최고 선수' 로 선정되었고, 오스트리아의 한 유력 스포츠 주간지에서 리그 내 모든 선수 가운데 평점 1위를 받기도 하였으며, 05-06 시즌이 끝난 뒤에는 오스트리아의 한 유력 스포츠 전문 주간지에서 '오스트리아 최우수선수'로 선정되기도 하였다. 2006년, 팀의 UEFA 인터토토컵 우승에 일조하여 팀의 사상 첫 UEFA컵 진출에 공헌하였고, 2006-07시즌 작년에 2부에서 올라온 팀을 4위까지 올리는 공헌을 하였다.
그에게 독일 분데스리가 1부, 2부에 팀들까지 관심을 보였지만 지도자 생활 공부를 위하여 심사숙고 끝에 2007년 5월 SV 리트와 결별한 뒤, 2007년 7월 현역 은퇴를 선언하고, 유럽에 남아 지도자 수업을 받기로 결정하였다.

### 이적 분쟁과 법적 공방
1998년 1월 프랑스 진출 후 1년 후 국내 복귀 시 친정팀인 안양 LG 치타스(현 FC 서울)가 아닌 수원 삼성 블루윙즈로 이적한 사건은 K리그에 여러 가지 유산을 남겼다.
당시 선수 본인이 밝히진 않았기 때문에 공식적인 입장은 아니지만 LG 치타스 시절 해외진출과 관련하여 구단 수뇌부들과의 의견충돌이 있었던 점 등 여러 가지 사정으로 당초 복귀를 약속했던 안양 LG 치타스가 아닌 수원 삼성 블루윙즈로 이적하였다는 설, 단순히 수원 삼성에서 연봉을 더 많이 주기로 해서 그랬다는 설도 있으며 의견이 분분하였다.
서정원은 당초 그를 주시하던 유럽 구단들이 있었기 때문에 국내에서 다시 유럽으로 진출하려고 했으나 불운하게도 십자인대 부상으로 국내에 계속 머무르게 된다. 한편, 안양 LG 치타스 측은 스트라스부르 이적 당시 해외진출시 구단 몫으로 받는 이적료의 절반을 선수인 서정원에게 지급하였고 그 대신 국내 복귀시 안양 LG 치타스로 복귀한다는 계약조건에 의거 지급했던 이적료의 절반을 위약금 명목으로 반환을 요청하였다
그러나 서정원측에서 서정원의 에이전트 이영중씨가 공개사과는 하되, 위약금은 반환할 수 없다는 입장을 보이고 당시 소속 구단인 수원 삼성도 자신들은 `제3자'라며 한 발 물러서면서 당사자들인 서정원과 안양 LG 치타스 구단과 민사소송이 시작되었다.
그후, 법정 공방이 거듭되었으나 2004년 대법원에서  최종 판결에 따라 서정원측이 패소하고 FC 서울에 3억원을 배상하는 것으로 마무리지어졌다.
판결 주문을 요약하면 해외 이적 계약조건에 따라 안양 LG 치타스 측은 이적료의 절반을 서정원에게 지급하였고 이에 따라 무조건적인 입단은 아니더라도 서정원 측에서 성실히 복귀 입단 협상을 할 의무가 있었다고 판단하였다.
하지만 1999년 2월초 이미 수원 삼성과 계약을 완료해놓고서 1999년 2월말 안양 LG 측에 수원 삼성에서 이런 조건으로 자신을 영입할려고 한다고 알리면서 복귀 입단 협상을 할려는 것처럼 속인 점, 그리고 서정원 선수가 타구단으로 이적하면서 안양 LG 치타스 측에서 입게되는 여러 가지 손해가 인정되어 서정원 측이 패소하였다. 그러나 구체적이고 실질적인 손해배상액 산정은 어려워 여러 가지 고려끝에 3억원으로 확정되었다.
한편 이 사건은 안양 LG 치타스와 수원 삼성 블루윙즈간의 지지대더비(현 슈퍼매치)가 형성되는데 기폭제 역할을 했다는 평가를 받고 있다.

### 해외진출 설
1992년 바르셀로나 올림픽 스웨덴전 이후, FC 바르셀로나에게 영입 제의를 받았던 것과 FC 퀼른을 비롯한 독일 분데스리가 팀들에게 영입 제의를 받았다.
서정원 측에 기사에 따르면 군 문제와 FC 쾰른의 경우는 LG 치타스가 서정원의 해외 진출에 대해 이적료가 적다는 이유로 거부를 하면서 무산되었다고 한다.
그런데 여기서 감안하고 짚고 넘어가야 할 점은 이런 국내 축구 선수들의 해외클럽 이적 무산 관련 설들은 대부분 선수들 측의 일방적인 주장만 담고 있고 구단 측의 입장은 전혀 반영이 되어있지 않다는 것이다.
즉 선수들이 해외클럽의 단순 관심을 대단한 러브콜 과장하기도 하고, 이적료 관련해서 무산되는 경우도 선수들 주장에 다르면 해외클럽들이 러브콜을 보내고 몇년을 따라다니고 그랬다면 이런 선수 가치에 합당한 이적료를 국내 구단에 제시해야 하는데 해외 클럽들이 아시아 선수에게 그렇게 투자할 수는 없다고 이적료 관련해서는 터무니 없는 이적료를 제안하는 경우도 사실이기 때문이다.
그 후 스트라스부르로 이적하였고 감독 불화로 국내 복귀를 하기 전에도 큰 구단으로는 발렌시아 CF, 바이에른 뮌헨의 러브콜도 받았지만 당시 에이전트 제도가 미숙했던 관계로 이적이 쉽지 않았다.
1997년에는 벤피카가 배번 9번을 주며 영입 제의를 했고 벤피카 선수단에 합류해서 함께 훈련을 할 정도로 이적이 확정됐지만 벤피카가 당시 리그에서 성적이 신통치 않았던 이유로 서정원이 월드컵 아시아 예선에서 뛰지 않는 조건을 부여했는데 당시 감독이었던 차범근도 월드컵 진출을 위해 팀의 핵심 멤버중 1명이었던 서정원을 붙잡으려 했다.어쨋든 대한축구협회의 이적동의서는 나오지 않게 되고 이로 인해 무산되었다. 이 당시 언론사 인터뷰에서는 차범근이 서정원이 벤피카에 입단테스트를 구걸하러 갔다고 보도했다. 포르투갈의 축구 영웅 에우제비오가 2009년에 홍명보를 만나서 서정원의 안부를 물었다는 사례를 볼 수 있듯이 그의 벤피카행은 확정적인 것이었다. 그러나 당시 차범근은 신문사와 방송사 인터뷰에서 "한국 축구의 수준은 높아졌습니다. 굳이 포르투갈 구단에 입단을 구걸할 필요가 있습니까?"라고 발언하였다고 기자들은 보도 했다.

서정원은 개인적으로 벤피카의 9번 유니폼도 소장중이라고 한다.
명문인 벤피카라 아쉬움이 있지만 서정원은 그 후에 대한민국 1호로 프랑스에 진출한다. 그러나 이 사건으로 차범근과 서정원의 관계는 금이 갔다고 볼 수 없다.고려대 선후배 사이이고 차범근 칼럼인 '차범근의 따뜻한 축구'에서 차범근이 서정원을 좋게 언급하는 모습이나 서정원이 조광래 감독 시절 코치로 일할 때 차두리와 장난치는 모습이 신문사 사진에 실린 것을 보면 추정할 수 있다.

## 국가대표팀 경력
1990년 7월 27일, 다이너스티컵에서 일본과의 경기로 A매치 데뷔전을 치렀다. 1994년 FIFA 월드컵, 1998년 FIFA 월드컵 등에 참가하였다. 특히, 1994년 FIFA 월드컵에는 스페인과의 조별 예선 첫 번째 경기에서는 후반 막판 극적인 동점골을 성공시켰다.
2001년 4월 26일, 이집트와의 88번째 A매치 경기가 자신의 마지막 국가대표 경기가 되었다. 2007년 8월 22일, 우즈베키스탄과의 경기 하프타임에 은퇴식을 가져 공식적으로 은퇴하였다.

## 지도자 경력
서정원은 2009년에 취임한 홍명보 감독 하에 김태영, 신의손과 함께 대한민국 U-20 청소년 대표팀 코치로 임명되었다.2009년 FIFA U-20 월드컵이 끝나고 홍명보 감독이 올림픽 대표팀 감독에 취임함에 따라 그 역시 올림픽 대표팀의 코치가 되었다.
그 후, 당시 국가대표팀 감독인 조광래가 국가대표팀 코치로 승격시켜 합류했으나 2012년 조광래의 레바논전 부진으로 인한 해임으로 국가대표팀 코치직을 사임했다.
2012년부터 수원 삼성 블루윙즈의 수석 코치를 맡았다가 2012 시즌 종료 후 윤성효 감독의 성적 부진으로 인한 자진사퇴로 인해 그의 후임으로 수원의 제4대 감독으로 승격하였다.
바르셀로나 올림픽을 준비하였을 때 함께하였던 데트마어 크라머 전 올림픽 대표팀 감독은 그의 멘토이기도 하다.
2014 시즌 초반에 삐걱거렸다가, 2014년 FIFA 월드컵 휴식기 이후 순위를 끌어올리며, 19승 10무 9패 2위의 성적으로 AFC 챔피언스리그 출전권 획득과 동시에, K리그 클래식 준우승의 성과를 거두었다.
2016년에는 K리그 클래식에서 괄목할 만한 성적을 내지 못하였고, 특히 2016년 7월 2일에는 울산과의 원정경기에서 1-2 역전패를 당하여 다 잡았던 승리를 놓쳤다. 이에 분노한 수원 팬들이 버스를 가로막자, 서정원 감독은 직접 버스에서 내려 수원 팬들에게 사과하였다.
계속되는 선제골 이후 실점이 이어져 무승부가 많아지는 등 33라운드까지 10위로 하위 스플릿으로 추락하는 수모를 겪었으나, 스플릿 리그에서 5경기 무패를 기록하여 유종의 미를 거두어 7위로 시즌을 마쳤다. FA컵에서는 결승전에서 FC 서울을 만나 1•2차전 합계 3-3 무승부, 연장전에서 득점없이 무승부를 거두고 승부차기 끝에 10-9로 승리를 거둬 2010년 이후 6년만에 FA컵 우승을 차지하며, 감독으로 부임한 후 처음으로 팀에 우승 트로피를 안겨주었다.
그 후, 2017 시즌 들어 리그에서는 1승도 거두지 못하고 부진하면서, 수원 팬들에게 '쎄오 아웃'이라는 불명예스런 애칭과 감독 퇴진 요구를 받았으나, 7라운드 강원 원정을 기점으로 2차 라운드까지 무려 10승 이상을 따내는 등 상승세를 타면서, 지도력이 재평가를 받았고, 수원과 2020년까지 재계약을 맺었다.
2018시즌엔 2018년 8월 28일 성적 부진에 책임을 지고 감독직을 사임하였다가 10월 15일 팀에 대한 책임감과 동거동락한 선수들의 요청에 감독직에 복귀하였다. 하지만 서정원은 수원 감독을 맡는 것은 2018시즌만 마무리짓고 떠나겠다는 것이라며 못을 박았다. 2018년 12월 2일 제주 유나이티드전을 마지막으로 약 6년간의 동행을 마치고 수원 삼성 블루윙즈 감독직에서 물러났다.
2020년 12월 5일 중국 갑급 리그(2부리그) 청두 룽청과 계약하여 2021 시즌부터 감독을 맡게 되었다. 구단주가 전폭적인 지지와 지원을 약속했다고 말했다.
자신의 사단을 구성해서 부임하는 것으로 알려졌다. 서정원 감독을 필두로 김대의 수석코치, 곽태휘 코치, 이정래 골키퍼코치, 신상규 피지컬 코치로 코치진이 구성이 됐다고 한다.
조나탄이 청두와 2년 계약을 맺으면서 다시 한번 서 감독과 재회하게 됐다.
2022년 1월12일에 열린 승강 플레이오프 2차전에서 호물로의 결승골로 1대0으로 이기고 합산 스코어 2대1로 청두에 부임한지 1년 만에 슈퍼리그로 승격시켰다

## 플레이 스타일
빠른 스피드를 살린 공격이 특기이며, 이에 준하여 '날쌘돌이'라는 별명을 갖고 있다.

## 경력 목록

### 클럽 경력
- 1992년 ~ 1997년  LG 치타스 / 안양 LG 치타스
- 1998년  RC 스트라스부르
- 1999년 ~ 2004년  수원 삼성 블루윙즈
- 2005년  SV 잘츠부르크 (현 FC 레드 불 잘츠부르크)
- 2006년 ~ 2007년  SV 리트

### 국가대표팀 경력
- 1990년 아시안 게임 국가대표
- 1992년 하계 올림픽 국가대표
- 1994년 FIFA 월드컵 국가대표
- 1996년 AFC 아시안컵 국가대표
- 1998년 FIFA 월드컵 국가대표

### 지도자 경력
- 2009년  대한민국 U-20 축구 국가대표팀 코치
- 2009년 ~ 2010년  대한민국 올림픽 축구 국가대표팀 코치
- 2010년 ~ 2011년  대한민국 축구 국가대표팀 코치
- 2012년  수원 삼성 블루윙즈 수석 코치
- 2012년 ~ 2018년  수원 삼성 블루윙즈 감독

### 방송 경력
- 2012년 추석특집 코미디쇼 이수근·김병만의 10년의 꿈

## 수상 내역

### 선수

#### LG 치타스
- K리그 준우승 1회 (1993년)
- 리그컵 준우승 2회 (1992년, 1994년)

#### 수원 삼성 블루윙즈
- K리그 우승 2회 (1999년, 2004년)
- FA컵 우승 1회 (2002년)
- 리그컵 우승 3회 (1999년, 2000년, 2001년)
- 대한민국 슈퍼컵 우승 2회 (1999년, 2000년)
- 아시아 클럽 챔피언십 우승 2회 (2001년, 2002년)
- 아시아 슈퍼컵 우승 2회 (2001년, 2002년)

#### SV 리트
- UEFA 인터토토컵 우승 1회 (2006년)

### 지도자

#### 수원 삼성 블루윙즈
- K리그 클래식 준우승 2회 (2014년, 2015년)
- FA컵 우승 1회 (2016년)

### 개인
- 1986년 전국고교선수권대회 득점왕 수상
- 1992년 한국일보 백상 수상
- 1993년 프로축구 인기상 수상
- 1997년 프로축구 인기상 수상
- 1997년 K리그 리그컵 득점왕 수상
- 1999년 K리그 베스트 11 선정
- 2001년 아시아 슈퍼컵 MVP 수상
- 2001년 AFC 선정 8월의 선수
- 2001년 K리그 최우수선수상 (MVP) 수상
- 2001년 K리그 베스트 11 선정
- 2002년 FA컵 MVP 수상
- 2002년 K리그 베스트 11 선정
- 2003년 베스트 골 수상
- 2005년 오스트리아 쿠리어 선정 올해의 최고 선수
- 2005년 오스트리아 스포르트보헤 선정 최우수 축구 선수
- 2005년 오스트리아 포지션별 올해의 선수 최우수 측면 공격수 부문 선정
- 2006년 오스트리아 스포르트보헤 선정 최우수 축구 선수

## 가족 관계
- 어머니 : 석춘옥( ~ 2021년 8월 30일)
- 배우자 : 윤효진
  - 아들 : 서동훈, 서동재, 서동한